# 9563 Kitty
9563 Kitty (1987 SJ1) là một tiểu hành tinh vành đai chính được phát hiện ngày 21 tháng 9 năm 1987 bởi E. Bowell ở trạm Anderson Mesa thuộc Đài thiên văn Lowell.